# Xianrenwan
Xianrenwan är en ort i Kina. Den ligger i provinsen Hunan, i den södra delen av landet, omkring 260 kilometer väster om provinshuvudstaden Changsha.
Runt Xianrenwan är det ganska tätbefolkat, med 248 invånare per kvadratkilometer. Närmaste större samhälle är Longtou'an, 9,4 km söder om Xianrenwan. I omgivningarna runt Xianrenwan växer i huvudsak blandskog.
Genomsnittlig årsnederbörd är 1 960 millimeter. Den regnigaste månaden är maj, med i genomsnitt 337 mm nederbörd, och den torraste är december, med 48 mm nederbörd.